# Рогелио Бернал Андрео
Рогелио Бернал Андрео (шп. Rogelio Bernal Andreo; Мурсија, 9. јануар 1969) је шпанско-амерички астрофотограф. Познат је по својим фотографијама објеката дубоког неба. НАСА је признала његов рад прогласивши једну од његових фотографија за слику дана. Андреове фотографије су објављивање у многим међународним часописима и периодикама, као и на телевизијским мрежама као што су Би-Би-Си, Национална географија и серија "У универзум са Стивеном Хокингом, која се приказивала на каналу Дискавери.

## Професионална каријера
Након што је стекао диплому основних студија, Андрео се преселио у област залива Сан Франсиско, где је радио при компанијама као што су Нетскејп комуникације и и-Беј као главни инжењер софтвера. Године 2008. је почео да истражује астрофотографију као хоби, те је развио лични стил који је био дефинисан фотографијама објеката дубоког неба, које га је одвело ка међународном препознавању и великом утицају на ову дисциплину. Његов рад је укључен у техникама након процесирања које нису биле врло честе у тренутку када их је он увео, а такође је и писао о овим својим техникама процесирања.
Андреов рад се појављује и као слика дана НАСА-е, поред побликација као што су "Астрономски магазин", "Небо и свемир", "Небо и телескоп", "Национална географија", као и телевизијске мреже као што су Би-Би-Си, Национална географија и телевизијска серија "У свемир са Стивеном Хокингом" на каналу Дискавери. Две његове фотографије сазвежђа Орион су коришћене при сцени прелетања Ориона за Хабл 3Д слику у покрету. Рогелиови радовви су такође коришћеи и у серији "Космос: Одисеја свемирског времена".
Његова слика, "Орион, од главе до пете" је изабрана од стране часописа "Откривање" у рубрици "Лоша астрономија" као најбоља астрономска фотографија за 2010. годину.То је био први пут да је ова награда додељена астроному аматеру.

## Почасти и награде
- 2009: Астрономија часопис – Категорија дубоког неба у такмичењу астрофотографија (победник)[9]
- 2010: Напредно фотографисање, Конференција одбора директора – (добитник награде Плејада)[2]
- 2010: Откривање Лоша астрономија часописа – Најбоља астрономска фотографија за 2010. годину (победник)[8]
- 2010: Краљевска опсерваторија Гринич – Астрономски фотограф године, категорија дубоког свемира (победник)[10]
- 2011: Краљевска опсерваторија Гринич –Астрономски фотограф година, категорија дубоког свемира (високо похваљен)[11]
- 2011: Астрономска асоцијација северне Калифорније – Изванредни допринос аматерској астрономији (победник)[12]
- 2011: СБИГ Сала славе – За изванредност у астрономском фотографисању (победник)[5]
- 2012: Краљевска опсерваторија Гринич – Астрономски фотограф године, категорија дубоког свемира (друго место)[13]
- 2013: Краљевска астрономија Гринич – Астрономски фотограф године, категорија дубоког свемира (ужи избор)[14]
- 2014: Краљевска опсерваторија Гринич – Астрономски фотограф године, категорија дубоког свемира (високо похваљен)[15]

## Одабрани радови
- Шпагети маглина у сазвежђу Бик.
- Rho Ophiuchi комплекс молекуларног облака у сазвежђу Змијоноша.